# Hampton, Iowa
Hampton är administrativ huvudort i Franklin County i den amerikanska delstaten Iowa. Orten fick sitt namn efter Hampton Roads i Virginia.

## Kända personer från Hampton
- Tom Latham, politiker